# Wilma Nyari
Wilma Nyari (* 15. Juli 1962 in Frankfurt am Main) ist eine deutsche Aktivistin, Empowerment-Trainerin und Fotografin.

## Frühes Leben
Wilma Nyari ist das Kind einer ungarischen Romni und eines schwarzen US-Soldaten. Laut Nyari wurden Frauen, die Kinder mit schwarzen Männern bekamen, oft die Erziehungskompetenz abgesprochen. Aufgrund dessen wurden diese Kinder häufig von ihren Eltern getrennt oder zwangsadoptiert, letzteres widerfuhr Nyaris jüngstem Bruder. Nyari kam nach ihrer Geburt in ein Mutter-Kind-Heim, wo sie bereits als Baby erste Gewalterfahrungen machte. Später lebte sie vier Jahre im Mädchenheim St. Gottfried (heute: Kloster Ilbenstadt), wo sie neben der Haushaltsausbildung auch musikalisch aktiv war. Anfang der 1970er Jahre wurde sie aus dem Klosterheim entlassen, nachdem ein Mädchen sie beschuldigt hatte, ihren eigenen Kleiderschrank in Brand gesetzt zu haben. Mit 13 Jahren wurde sie zurück nach Frankfurt am Main in ein Mädchenheim gebracht und lebte später in einer Einrichtung zum betreuten Wohnen. Dort begann ihr Interesse an Politik; sie war unter anderem Mitglied des kommunistischen Jugendbunds.

## Leben
Nyaris erste Berufserfahrungen sammelte sie in Kunst, Theater sowie Film und Fernsehen. Mit 24 Jahren wurde sie alleinerziehende Mutter einer Tochter. Im Jahr 1986 war sie Mitbegründerin der Initiative Schwarzer Deutscher (ISD). In den 1990er Jahren schloss sie die Ausbildung zur staatlich anerkannten Fachwirtin für Sozialdienste ab, widmete sich aber weiterhin ihrer Fotografie und Musik. Seit 2003 fotografiert Nyari mit Handykameras in extremer Nahaufnahme.
Seit 2016 lebt Wilma Nyari in Wilhelmshaven und gründete dort die Initiative „Runder Tisch – Kolonialisierung/Dekolonialisierung“, um die koloniale Stadtgeschichte des ehemaligen preußischen Kriegshafens aufzuarbeiten. Im Jahr 2023 initiierte sie den „Diaspora-Preis“ zusammen mit dem „Dekolonialen Netzwerk Nordwest“ und dem Verein „Afrika Netzwerk Bremen“. Ziel des Preises sei es, Engagement für gesellschaftliche Vielfalt sichtbar zu machen.
Wilma Nyari ist Mitglied der Partei „Die Urbane. Eine HipHop Partei“, für die sie sich 2021 zur Wahl stellte. Sie äußerte sich zudem öffentlich zu ihrer Brustkrebserkrankung, um Stigmata zu brechen.

## Kunst
Neben Schauspiel und Musik ist Wilma Nyari als Fotografin tätig. Bereits früh stellte sie ihre Kunst in Frankfurt aus. Seit ihrem Umzug nach Wilhelmshaven im Jahr 2016 waren ihre Fotografien in vier Ausstellungen zu sehen.